# ماشک آمریکایی
ماشک آمریکایی (نام علمی: Vicia americana) نام یک گونه از سرده ماشک است.